# Fransk-finska skolan i Helsingfors
Fransk-finska skolan i Helsingfors (finska:Helsingin ranskalais-suomalainen koulu, franska: Lycée franco-finlandais d'Helsinki) är en statlig grundskola i Helsingfors.
Fransk-finska skolan i Helsingfors är en statlig skola, vilken följer den finländska läroplanen, men förstärkt av en betoning på franskundervisningen. Skolan omfattar förskola, grundskola och gymnasieskola, och har också en privat lekskola som drivs av Franska skolans vänner.
Skolan grundades 1947 av fransyskan Catherine Servé, som 1937 hade grundat en barnträdgård. Den startade som en privat grundskola. Under de första åren verkade den i en gammal trävilla vid Brunnsgatan i utkanten av Brunnsparken. År 1956 grundades också en privat fransk-finsk gemensam gymnasieskola. Den finländska staten övertog skolan 1977.
Skolan flyttade 1956 in i sin första egna byggnad på Skeppargatan i Eira, som ritades av Aino Kallio-Ericsson. Lokalerna utvidgades senare med utrymmen i den tidigare Svenska flickskolan i Helsingfors vid Arkadiagatan i Tölö. Dit flyttade skolans mellan- och gymnasieskola. År 1994 flyttade skolan till sina nuvarande lokaler i Munkshöjden.
Den gamla delen av den nuvarande skolbyggnaden ritades av Toivo Korhonen och stod färdig 1959 för användning av dåvarande Munkshöjdens samskola. Den nyare delen av skolan ritades av Aarne von Boehm (född 1947).

## Bildgalleri

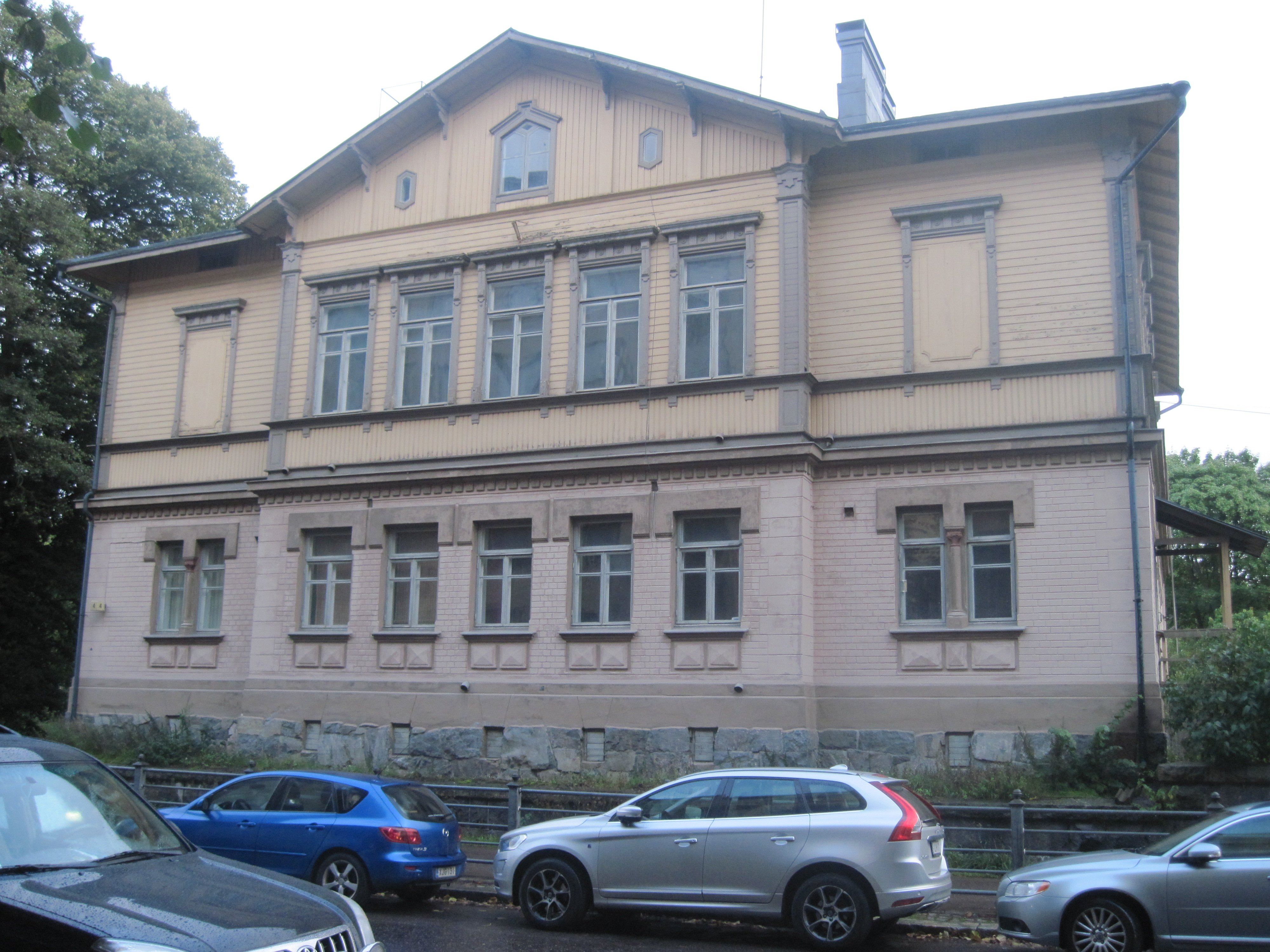
Villan Brunnsgatan 2 i Brunnsparken
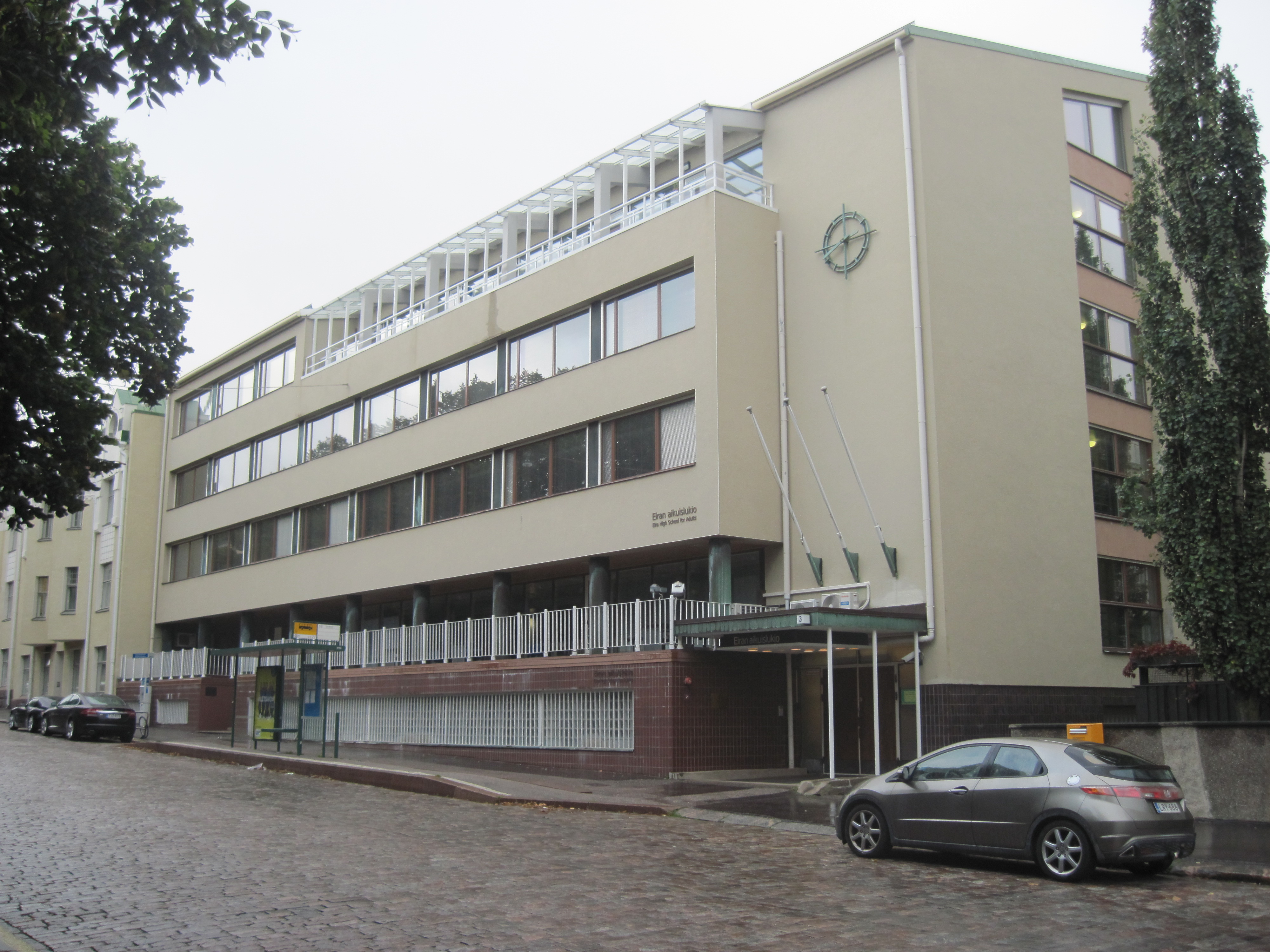
Tidigare Helsingfors fransk-finska skola, nuvarande Eira vuxengymnasiums byggnad vid Skeppargatan i Eira
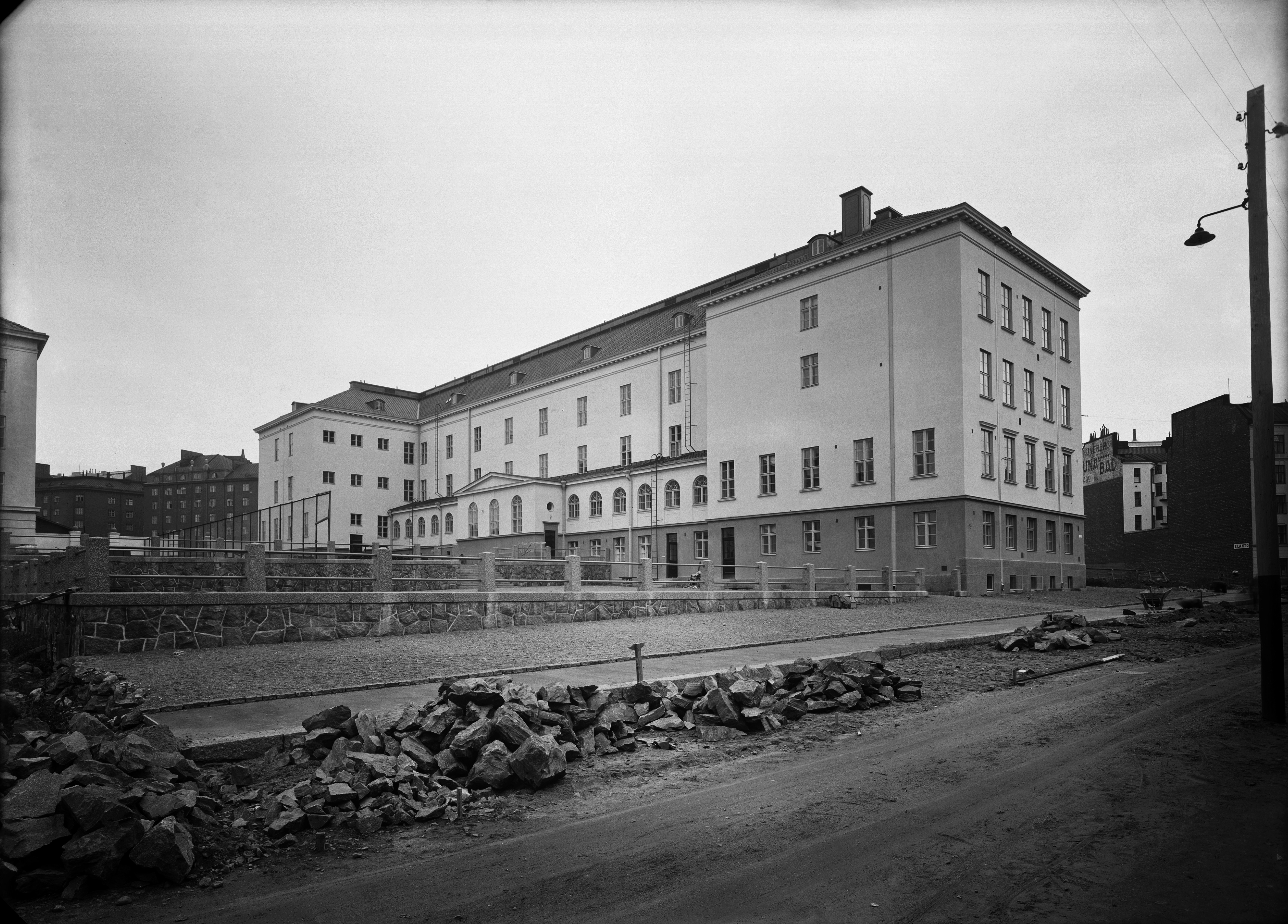
Tidigare Svenska flickskolan i Helsingfors vid Arkadiagatan i Tölö, 1930
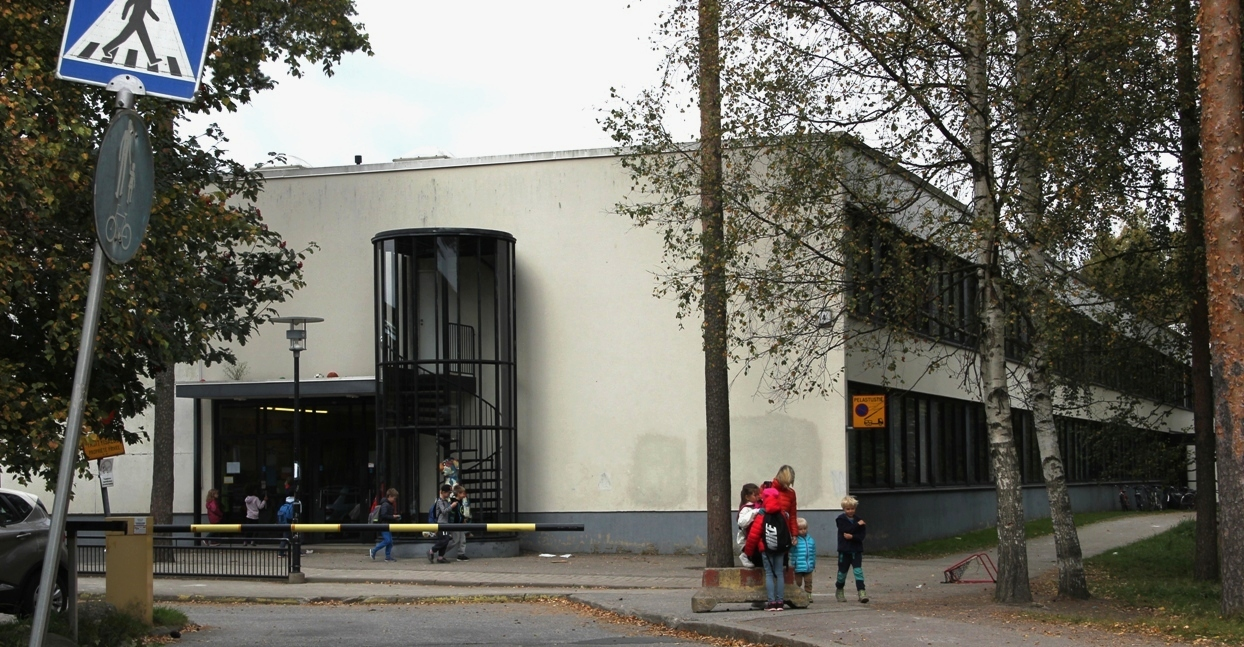
Munkshöjden
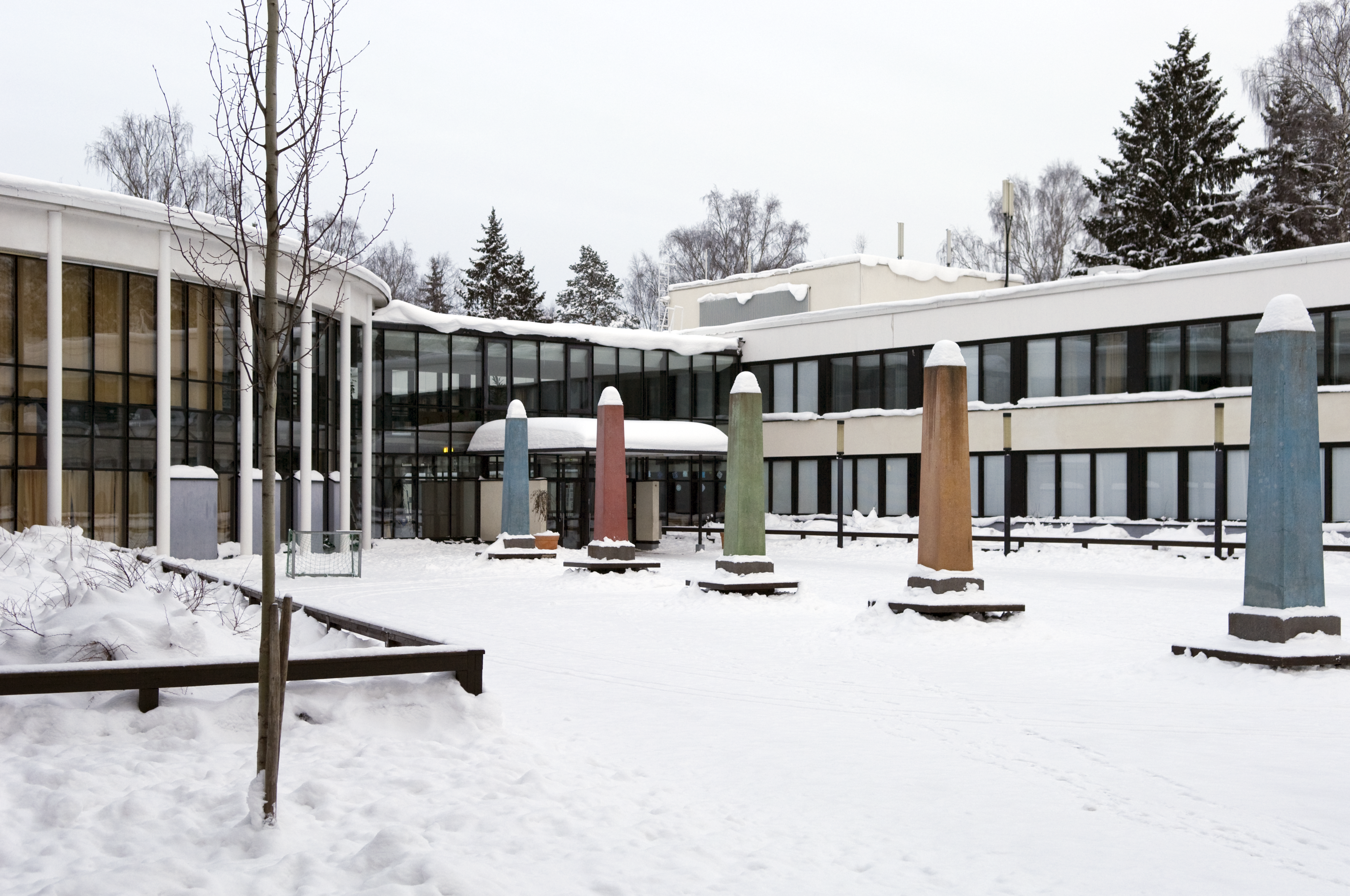
Munkshöjden
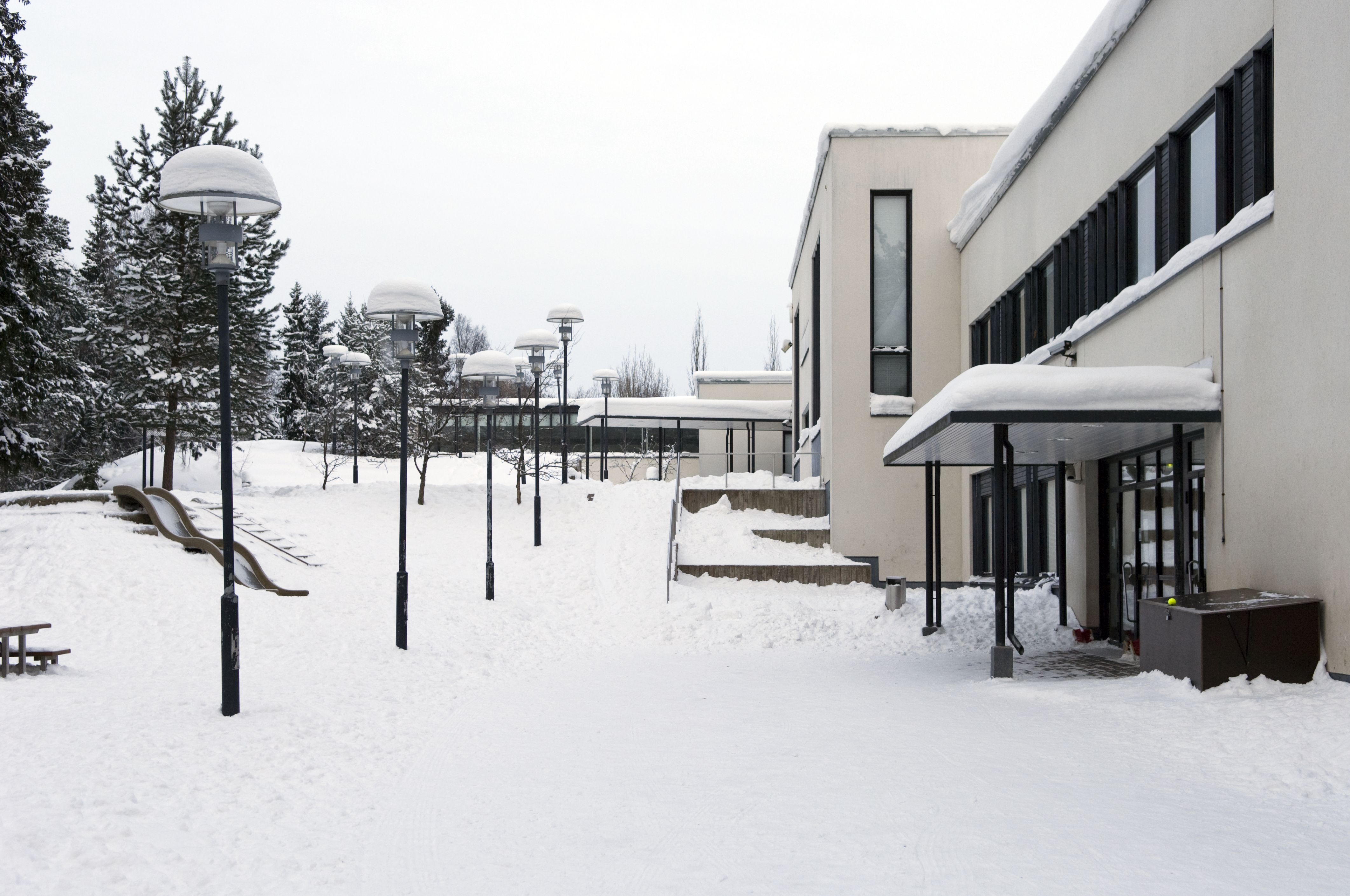
Munkshöjden